# フェリックス・マンティーリャ
フェリックス・マンティーリャ・ボテーリャ（Félix Mantilla Botella, 1974年9月23日 - ）は、スペイン・バルセロナ出身の男子プロテニス選手。シングルス自己最高ランキングは10位。身長180cm、体重78kg。右利き、バックハンド・ストロークは片手打ち。ATPツアーでシングルス10勝を挙げた。
2003年ローマ・マスターズ優勝。1997年ハンブルク・マスターズ準優勝。1998年全仏オープン男子シングルスベスト4。1997年全豪オープン男子シングルスベスト8。

## 選手経歴
マンティーリャは1993年にプロ転向。1996年全仏オープンで4大大会に初出場。優勝したエフゲニー・カフェルニコフとの3回戦まで進出した。翌週のポルト・オープンでツアー初優勝をしている。
1998年全仏オープンでマンティーリャは準々決勝で1995年の優勝者トーマス・ムスターを6-4, 6-2, 4-6, 6-3で破りベスト4に進出している。準決勝では優勝したスペインの後輩カルロス・モヤに7-5, 2-6, 4-6, 2-6で敗れた。この大会後のランキングで自己最高の10位を記録している。
2003年のローマ・マスターズでは決勝でロジャー・フェデラーを7–5, 6–2, 7–6(8)で破り初のマスターズタイトルとなる10勝目を挙げた。これが最後の優勝である。
マンティーリャは2005年ごろから故障に悩まされ、4大大会の出場は2005年全米オープンが最後になり、2008年に現役を引退した。
マンティーリャのシングルスでの10勝は全てクレーの大会であり、全仏を2度制したセルジ・ブルゲラ（1993年および1994年に連覇達成）を起源とするクラシックスペインテニスの象徴とも言える選手の一人で特有のオープンスタンスからのフォアハンドを打ち、強烈なトップスピンでロングラリーからの展開を得意とした。

## ATPツアー決勝進出結果

### シングルス: 21回 (10勝11敗)
| 大会グレード                                  |
| グランドスラム (0-0)                          |
| テニス・マスターズ・カップ (0-0)              |
| ATPマスターズシリーズ (1-1)                   |
| ATPインターナショナルシリーズ・ゴールド (1-1) |
| ATPインターナショナルシリーズ (8–9)           |

| サーフェス別タイトル |
| ハード (0-4)         |
| クレー (10-7)        |
| 芝 (0-0)             |
| カーペット (0-0)     |

| 結果   | No. | 決勝日         | 大会               | サーフェス | 対戦相手                     | スコア                |
| ------ | --- | -------------- | ------------------ | ---------- | ---------------------------- | --------------------- |
| 準優勝 | 1.  | 1995年11月13日 | ブエノスアイレス   | クレー     | カルロス・モヤ               | 0–6, 3-6              |
| 準優勝 | 2.  | 1996年5月20日  | ザンクト・ペルテン | クレー     | マルセロ・リオス             | 2–6, 4–6              |
| 優勝   | 1.  | 1996年6月10日  | ポルト             | クレー     | エルナン・グミー             | 6–7(5), 6–4, 6–3      |
| 準優勝 | 3.  | 1996年7月14日  | グシュタード       | クレー     | アルベルト・コスタ           | 6–4, 6–7(2), 1–6, 0–6 |
| 準優勝 | 4.  | 1996年8月11日  | サンマリノ         | クレー     | アルベルト・コスタ           | 6–7(7), 3–6           |
| 準優勝 | 5.  | 1996年8月19日  | ウマグ             | クレー     | カルロス・モヤ               | 0–6, 6–7(4)           |
| 準優勝 | 6.  | 1997年5月12日  | ハンブルク         | クレー     | アンドレイ・メドベデフ       | 0–6, 4–6, 2–6         |
| 優勝   | 2.  | 1997年6月9日   | ボローニャ         | クレー     | グスタボ・クエルテン         | 4–6, 6–2, 6–1         |
| 優勝   | 3.  | 1997年7月7日   | グシュタード       | クレー     | フアン・アルベルト・ビロカ   | 6–1, 6–4, 6–4         |
| 優勝   | 4.  | 1997年7月21日  | ウマグ             | クレー     | セルジ・ブルゲラ             | 6–3, 7–5              |
| 優勝   | 5.  | 1997年8月4日   | サンマリノ         | クレー     | マグヌス・グスタフソン       | 6–4, 6–1              |
| 優勝   | 6.  | 1997年9月8日   | ボーンマス         | クレー     | カルロス・モヤ               | 6–2, 6–2              |
| 準優勝 | 7.  | 1998年2月9日   | ドバイ             | ハード     | アレックス・コレチャ         | 6–7(0), 1–6           |
| 準優勝 | 8.  | 1998年8月24日  | ロングアイランド   | ハード     | パトリック・ラフター         | 6–7(3), 2–6           |
| 優勝   | 7.  | 1998年9月14日  | ボーンマス         | クレー     | アルベルト・コスタ           | 6–3, 7–5              |
| 優勝   | 8.  | 1999年4月12日  | バルセロナ         | クレー     | カリム・アラミ               | 7–6(2), 6–3, 6–3      |
| 準優勝 | 9.  | 2001年4月15日  | エストリル         | クレー     | フアン・カルロス・フェレーロ | 6–7(3), 6–4, 3–6      |
| 優勝   | 9.  | 2001年9月24日  | パレルモ           | クレー     | ダビド・ナルバンディアン     | 7–6(2), 6–4           |
| 準優勝 | 10. | 2002年1月6日   | ドーハ             | ハード     | ユーネス・エル・アイナウイ   | 6–4, 2–6, 2–6         |
| 準優勝 | 11. | 2002年8月18日  | インディアナポリス | ハード     | グレグ・ルーゼドスキー       | 7–6, 4–6, 4–6         |
| 優勝   | 10. | 2003年5月5日   | ローマ             | クレー     | ロジャー・フェデラー         | 7–5, 6–2, 7–6(8)      |

## 4大大会シングルス成績
略語の説明
| W | F | SF | QF | #R | RR | Q# | LQ | A | Z# | PO | G | S | B | NMS | P | NH |

W=優勝, F=準優勝, SF=ベスト4, QF=ベスト8, #R=#回戦敗退, RR=ラウンドロビン敗退, Q#=予選#回戦敗退, LQ=予選敗退, A=大会不参加, Z#=デビスカップ/BJKカップ地域ゾーン, PO=デビスカップ/BJKカッププレーオフ, G=オリンピック金メダル, S=オリンピック銀メダル, B=オリンピック銅メダル, NMS=マスターズシリーズから降格, P=開催延期, NH=開催なし.
| 大会           | 1996 | 1997 | 1998 | 1999 | 2000 | 2001 | 2002 | 2003 | 2004 | 2005 | 通算成績 |
| -------------- | ---- | ---- | ---- | ---- | ---- | ---- | ---- | ---- | ---- | ---- | -------- |
| 全豪オープン   | A    | QF   | 1R   | 1R   | 1R   | 1R   | 1R   | 4R   | 1R   | 1R   | 7–9      |
| 全仏オープン   | 3R   | 2R   | SF   | 4R   | 1R   | 1R   | A    | 4R   | 2R   | 3R   | 17–9     |
| ウィンブルドン | 1R   | A    | 3R   | 2R   | 1R   | 2R   | A    | 1R   | 2R   | 1R   | 5–8      |
| 全米オープン   | 2R   | 4R   | 2R   | 1R   | A    | 2R   | 1R   | 1R   | A    | 1R   | 6–8      |